# Cronosisma
Cronosisma (Timequake) è un romanzo satirico di fantascienza del 1997 dello scrittore statunitense Kurt Vonnegut.

## Trama
All'interno di un evento catastrofico, un "cronosisma", nel quale l'universo ha una crisi di autostima e decide di interrompere la sua espansione e tornare indietro di dieci anni, l'autore tratta vicende sia personali sia di altri personaggi come Dudley Prince, Monica, Zoltan Pepper, lo scienziato pazzo dr. Fleon Sunoco, o lo scrittore di fantascienza Kilgore Trout (presente in molti suoi romanzi) attraverso una serie di aneddoti satirici e riflessioni ironiche.

## Edizioni
- Cronosisma, collana Letteraria Bompiani, traduzione di Sergio Claudio Perroni, 1ª ed., Bompiani, aprile 1998,  p. 230, ISBN 978-88-452-3628-0.
- Cronosisma, collana Sotterranei, 194, traduzione di Sergio Claudio Perroni, prefazione di Nicola Lagioia, 1ª ed., minimum fax, aprile 2016,  p. 262, ISBN 978-88-7521-753-2.